# Eurygastor robustus
Eurygastor robustus är en kräftdjursart som beskrevs av Albert Vandel 1973. Eurygastor robustus ingår i släktet Eurygastor och familjen Philosciidae. Inga underarter finns listade i Catalogue of Life.